# Sto Freestyle
Sto Freestyle è un singolo-freestyle del rapper italiano Capo Plaza.

## Tracce
1. Sto Freestyle – 1:52